# 瑞亚
瑞亚是希腊神话中十二位泰坦巨神之一：母愛女神，是蓋亚和乌拉诺斯的女兒，也是另一位泰坦克罗诺斯（相当于罗马神话中的萨图尔努斯）的姐姐和妻子。

## 神話
瑞亚与克罗诺斯结合生了六个孩子，他们分别是得墨忒耳，赫拉，赫斯提亚，黑帝斯，波塞頓和宙斯。克罗诺斯惟恐被其子取而代之，瑞亚每生一子，他便吞入腹中。当最小的孩子宙斯降生后；瑞亚以襁褓裹石，哄骗克罗诺斯吞之，而把婴儿暗中送往克里特的迪克特山中。宙斯在那里得到了库雷特人的保护，由两女神用山羊奶喂养，一只雄鹰则给他带来仙酒；每当他哭叫时，瑞亚的仆人们就到摇篮边为宙斯跳舞，并用短剑敲击铜盾掩盖他的哭声，因此克罗诺斯一直未发现这一秘密。另说，瑞亚在怀上宙斯后（在蓋亚的帮助下）悄悄离开奥林匹斯山在迪克特一山洞中生宙斯，尔后，将婴儿托与库雷特人和库里班特人。 
宙斯在岛上一天天茁壮成长。一天，他和母山羊玩耍时不小心推倒了牠，使牠摔断了一支美丽的羊角。仙女阿玛尔忒娅赶忙为牠治伤，宙斯则拾起这只羊角，赋予它神奇的魔力，并将它赠给了这名善良的仙女。这只羊角从此被称为“丰饶之角”，因它能出产各种美味的食物。
宙斯成年之后，用计救出了被父亲吞下的五个兄弟姐妹（让克罗诺斯吃下药丸，昏睡了很长时间并吐出了宙斯被吞的五个兄弟姐妹），並合力推翻了克罗诺斯，最后登上王位。而在与父亲等五位男泰坦的战斗中，瑞亚等泰坦并未参与，所以得以保留他们的神位。
英文在天文学上是土卫五：距离土星第十三远的土星卫星的名字。